# Dextre (braç robòtic)

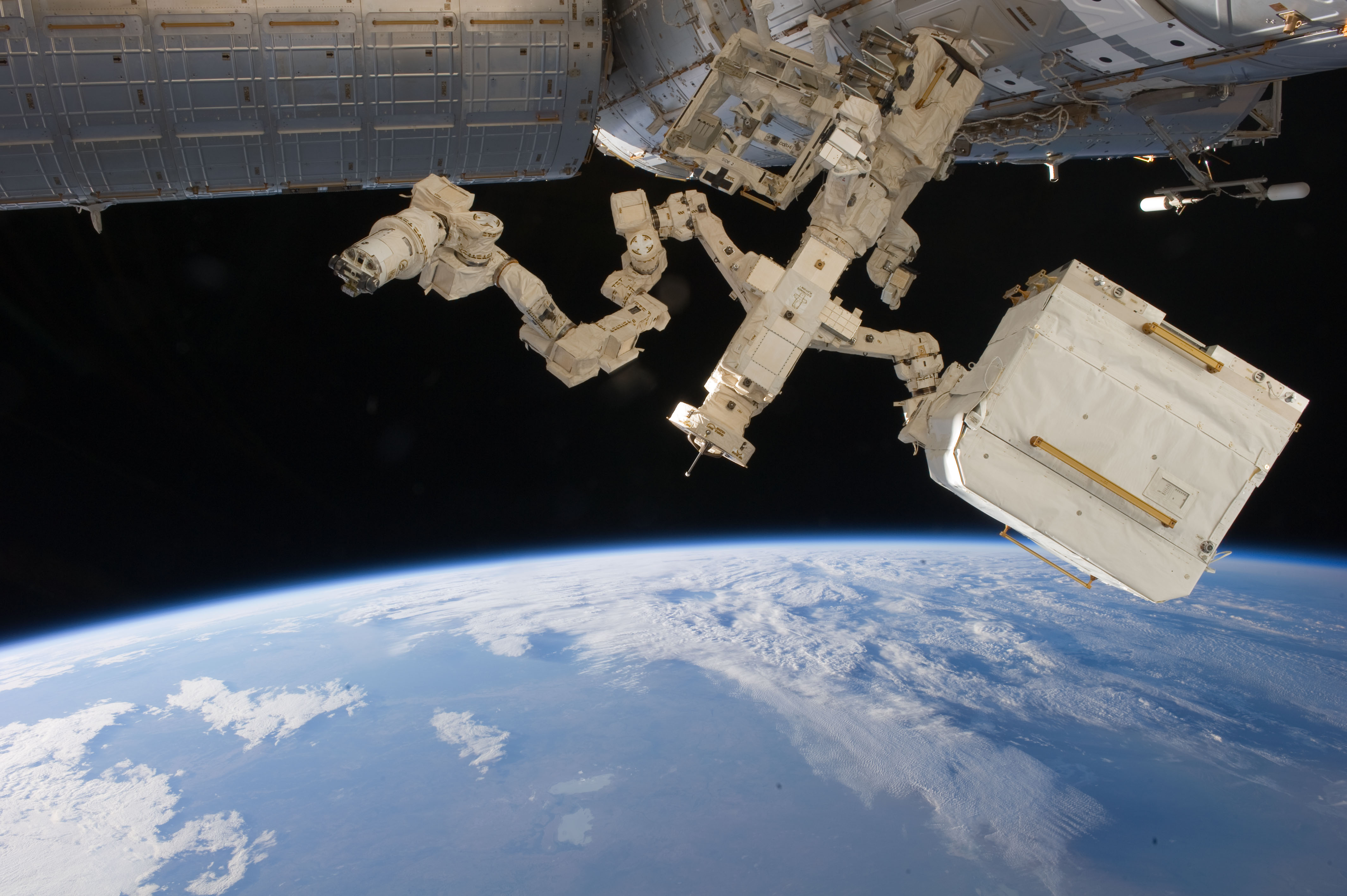
El Dextre, fotografiat per un tripulant de l'Expedició 27

El Dextre, també conegut com el Special Purpose Dexterous Manipulator (SPDM), és un robot de dos braços, o telemanipulador, que és part del Mobile Servicing System de l'Estació Espacial Internacional (ISS), i estén la funció d'aquest sistema per a reemplaçar algunes de les activitats que requereixen passeigs espacials. Va ser llançat l'11 de març de 2008 en la missió STS-123.

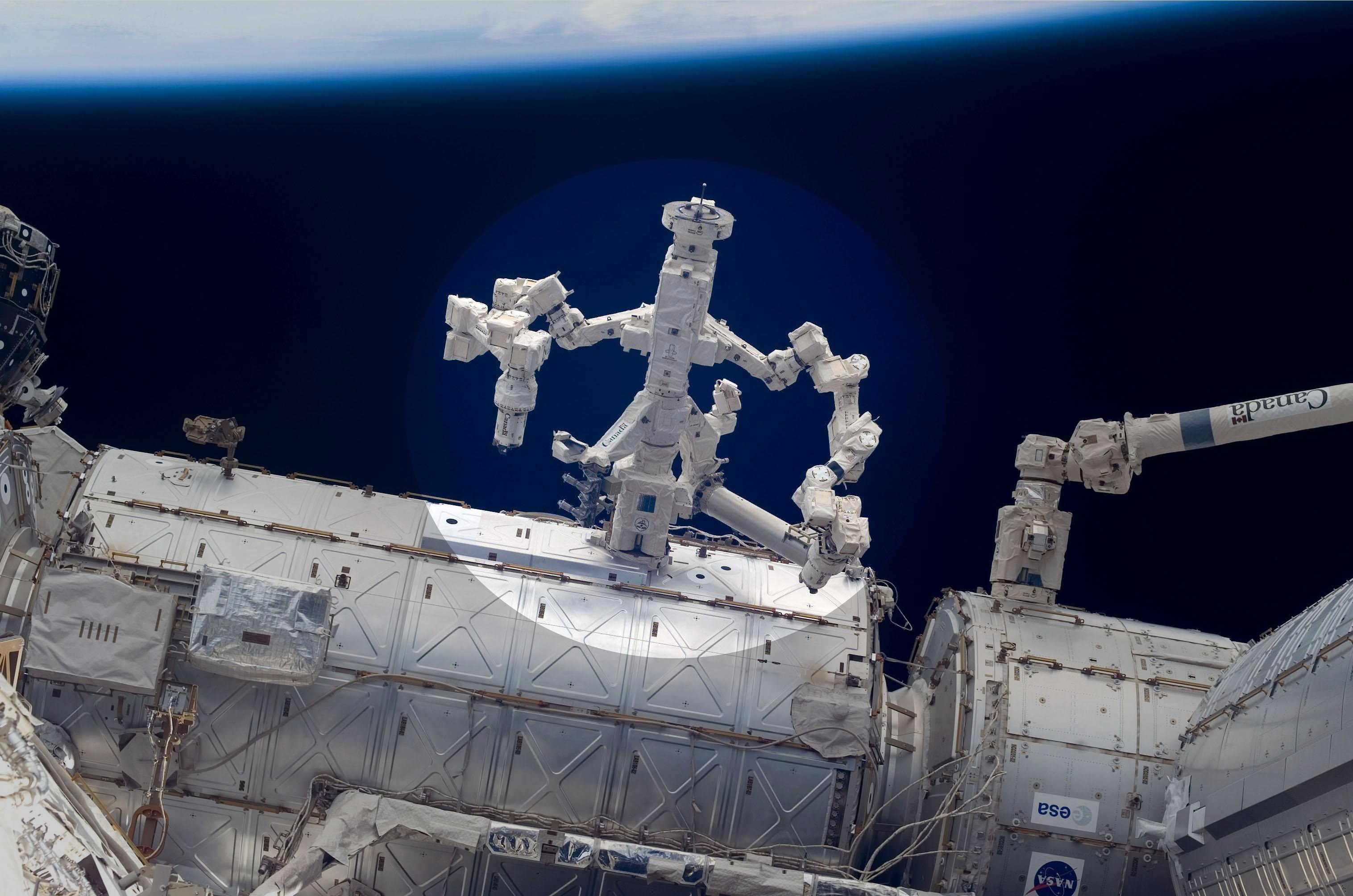
El Dextre, com alguns braços robòtics i experiments de l'ISS, pot ser operat des de la Terra, realitzant tasques mentre la tripulació dorm.

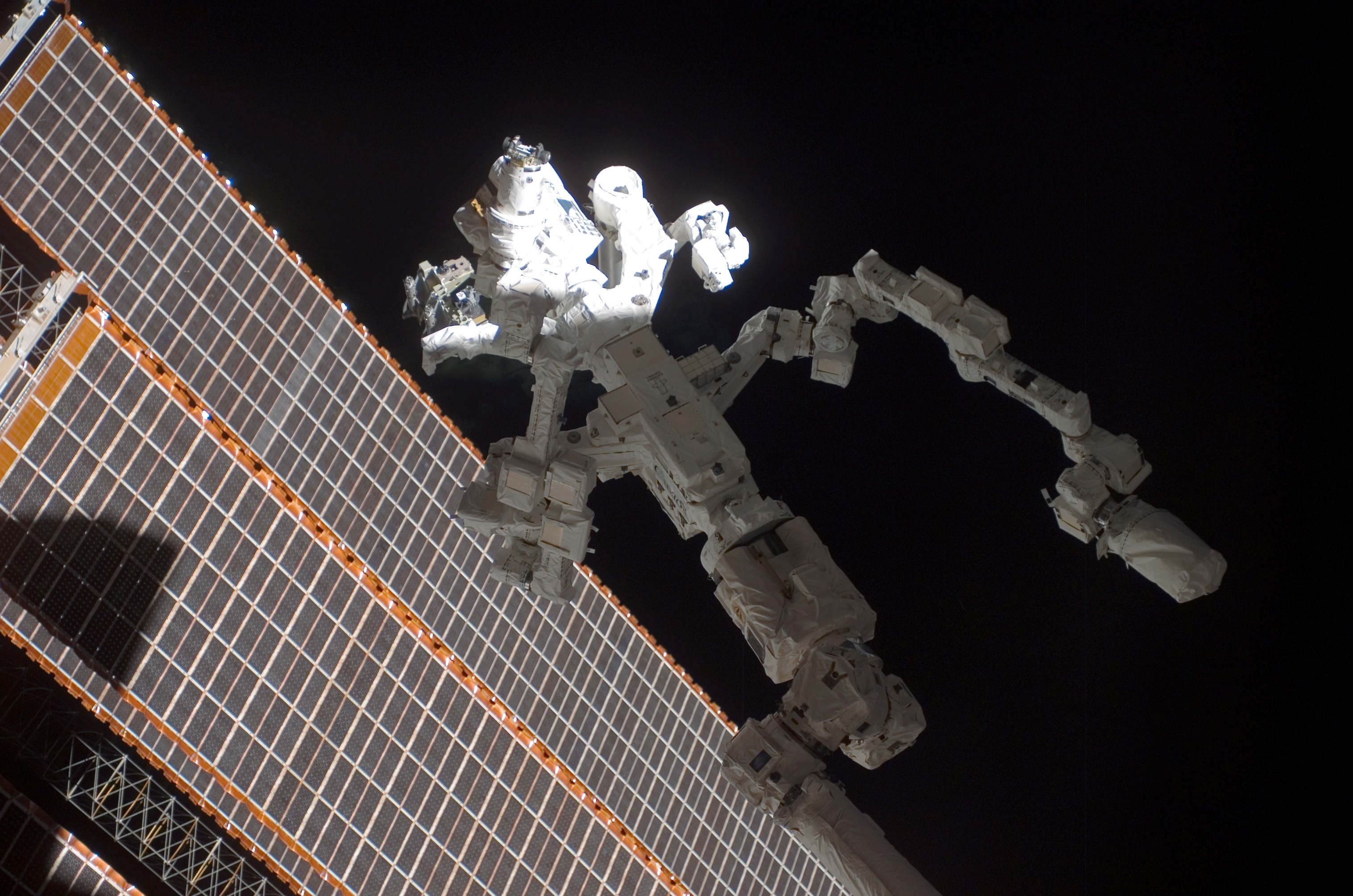
El Dextre a l'extrem del Canadarm2

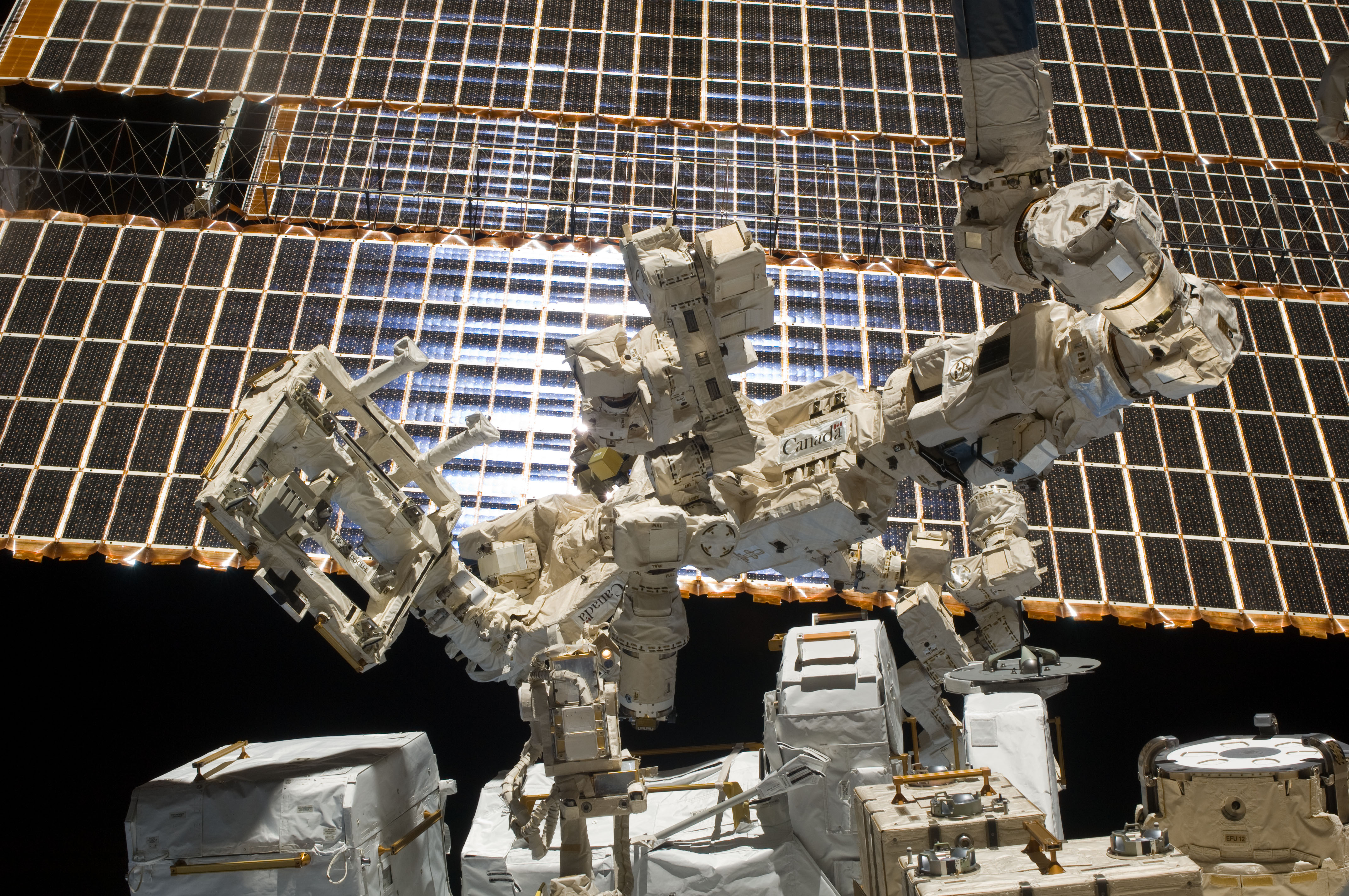
El Dextre, fotografiat per un tripulant de l'Expedició 26

El Dextre és part de la contribució canadenca a l'ISS i és nomenat per representar la seva naturalesa destra. A vegades també és referit com el Canada Hand (Mà del Canadà), per analogia amb el Canadarm i el Canadarm2. El Dextre va ser dissenyat i fabricat per MacDonald Dettwiler (MDA).
D'hora al matí del 4 de febrer de 2011, el Dextre va completar la seva primera assignació que consistia a desempaquetar dos peces del Kounotori 2 mentre que la tripulació de bord estava dormint.